# Тунаваллен
«Тунаваллен» (швед. Tunavallen) — футбольный стадион в шведском городе Эскильстуна, домашняя арена футбольных клубов «Эскильстуна Сити», «ИФК Эскильстуна» и женской команды «Эскильстуна Юнайтед». Открыт в 1924 году и неоднократно был реконструирован с того времени. Максимальная вместимость стадиона составляет 7 800 зрительских мест (6 000 сидячих, 1 800 стоячих). Арена принимала матч Чемпионата мира по футболу 1958 года.

## История
Стадион «Тунаваллен» был построен в течение 1923—1924 гг. Максимальная вместимость стадиона составляла 22 000 зрительских мест, 874 из которых были под навесом. Рекорд посещаемости стадиона до реконструкции был достигнут в 1963 году в поединке между «ИФК Эскильстуна» и футбольным клубом «ГАИС». Этот матч посетил 22 491 зритель. Однако, главные события в истории арены происходили несколько раньше — 15 июня 1958 в рамках проведения Чемпионата мира, который проходил в Швеции, на поле «Тунаваллен» вышли сборные Парагвая и Югославии. Матч, на котором присутствовали 13 103 зрителя, закончился результативной ничьей 3:3.
В 2002 году произошла глобальная реконструкция арены. Фактически, на месте старого стадиона был построен новый с двумя большим трибунами вдоль поля. Максимальная вместимость «Тунаваллена» уменьшилась до показателя в 7 800 зрительских мест, из которых 6 000 сидячих. Места, оборудованные индивидуальными пластиковыми сидениями, находятся на больших трибунах вдоль поля, а стоячие места — за одними из ворот. В случае достройки трибун возможно расширение вместимости стадиона до 14 000. Тем не менее, главной особенностью арены, безусловно, являются четыре 15-этажные строения, возведённые в каждом углу стадиона. После реконструкции спортивный комплекс сертифицирован для проведения игр Аллсвенскан и международных матчей. В 2008 году проведена точечная модернизация: естественный травяной покров футбольного поля заменили на искусственное покрытие.
Стадион используется в основном для футбольных матчей и является домашней ареной сразу для трех городских клубов — «ИФК Эскильстуна», «Эскильстуна Сити» и «Эскильстуна Юнайтед». Благодаря этому спортивная жизнь Тунаваллен крайне насыщенна и интересна. Кроме того, время от времени здесь проходят концерты музыкальных исполнителей, так, например, 30 октября 2009 стадион принимал концерт Санны Карлстедт.